# Laje do Muriaé
Laje do Muriaé – miasto i gmina w Brazylii, w stanie Rio de Janeiro. Znajduje się w mezoregionie Norte Fluminense i mikroregionie Itaperuna.